# Рудня (Ворновский сельсовет)
Рудня (бел. Рудня) — посёлок в Ворновском сельсовете Кормянского района Гомельской области Беларуси. На востоке граничит с лесом.

## География

### Расположение
В 7 км на юг от Кормы, в 63 км от железнодорожной станции Рогачёв (на линии Могилёв — Жлобин), в 82 км от Гомеля.

### Гидрография
На реке Добрич (приток реки Сож).

## Транспортная сеть
Рядом автодорога Чечерск — Корма. Планировка состоит из короткой прямолинейной улицы, ориентированной с юго-востока на северо-запад и застроенной деревянными крестьянскими усадьбами.

## История
Согласно письменным источникам известна с XIX века как селение в Кормянской волости Рогачёвского уезда Могилёвской губернии. Согласно переписи 1897 года фольварк Рудня Добрицкая. Наиболее активная застройка велась в 1920-е годы, когда переселенцы из соседних деревень селились здесь на бывших помещичьих землях. В 1931 году организован колхоз «Ленинский путь», работали водяная мельница, сукновальня. Согласно переписи 1959 года в составе колхоза «Рассвет» (центр — деревня Высокое.

## Население
- 1897 год — 2 двора, 7 жителей (согласно переписи).
- 1959 год — 85 жителей (согласно переписи).
- 2004 год — 4 хозяйства, 6 жителей.